# إدوارد زينتينو
إدوارد زينتينو (بالإسبانية: Edward Zenteno)‏ (5 ديسمبر 1984 بكوتشابامبا في بوليفيا - ) هو مدرب كرة قدم ولاعب كرة قدم بوليفي في مركز الدفاع. شارك مع منتخب بوليفيا لكرة القدم. أما مع النوادي، فقد لعب مع ذي سترونغيست ونادي خورخي ويلسترمان وClub Aurora ‏.

## روابط خارجية
- إدوارد زينتينو على موقع إي إس بي إن إف سي (الإنجليزية)
- إدوارد زينتينو على موقع قاعدة بيانات كرة القدم.إي يو (الإنجليزية)
- إدوارد زينتينو على موقع ناشيونال فوتبول تيمز (الإنجليزية)
- إدوارد زينتينو على موقع Soccerway.com (الإنجليزية)
- إدوارد زينتينو على موقع AS.com (الإسبانية)